# إيا-موكن-زيري

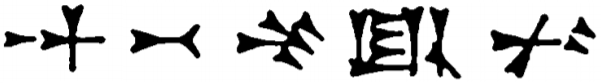
إسمه بالأكدي

إي-موكين-زيري، المدرج باسم ي-أ-مو-كين-نومون، ابن هاشمار (دومو، "ابن"، خاش-مار، كلمة كاشية تعني "الصقر")، كان الملك الثاني لسلالة سيلاند الثانية أو سلالة بابل الخامسة، حوالي عام 1004 قبل الميلاد، ولكن لمدة 3 أشهر فقط، وفقًا لسجل الأسرات، و5 أشهر وفقًا لقائمة الملوك أ.
كان سلفه هو سيمبار-شيبك، الذي حكم حوالي 1021-1004 قبل الميلاد، ويسجل سجل الأسرة الحاكمة أنه "قُتل بالسيف" قبل وصف إيا-موكين-زيري بأنه "المغتصب” يظهر شخص آخر يُدعى إيا-موكين-زيري كشاهد على صك ملكية أرض يعود تاريخه إلى السنة الثانية عشرة لسيمبار-شيبك، ولكنه ربما يكون شخصًا آخر لأنه يسجل أنه كان ابن بيلاني وكان كاهنًا لإريدو. تجعله قائمة الملوك المتزامنة معاصرًا لشامسي-أداد الرابع ملك آشور ولكن ربما لأغراض أسلوبية لأنه كان من المرجح أن يكون أحد الملوك البابليين العديدين الذين كانوا معاصرين لحكم الملك الآشوري اللاحق آشور رابي الثاني الطويل.
ويشير سجل الأسرة الحاكمة إلى أنه "دُفن في مستنقع بيت هاشمار"، اذ كانت ممارسة دفن ملوك بلاد ما بين النهرين في الأراضي الرطبة، "بالقرب من مسكن إنكي"، ممارسة شائعة وعلق عليها المؤرخون القدماء مثل سترابو وأريانوس.